# 馬千德拉足球會
馬千德拉足球會（英語：Machhindra Football Club）是一支位於尼泊尔首都加德滿都的職業足球會，現時參加烈士紀念甲組足球聯賽。
馬千德拉成立於1973年。出於贊助原因，該俱樂部於2004年更名為Machhindra Bahal Club，並於2006年更名為Machhindra Energizer FC。俱樂部於2004年晉升到烈士紀念甲組足球聯賽。馬千德拉是尼泊爾首支任命外國教練的球隊之一，2013年任命約翰·卡林（Johan Kalin），聲稱他是尼泊爾足球史上最高學歷的教練。他帶領球隊在聯賽中獲得第二名，並因其戰術而受到稱讚。

## 榮譽
- 烈士紀念甲組足球聯賽
  - 冠軍 (2):  2019–20, 2021–22

## 亞洲賽成績
| 賽季      | 賽事       | 階段         | 俱樂部   | 主場   | 客場   | 總比分 |
| --------- | ---------- | ------------ | -------- | ------ | ------ | ------ |
| 2022年    | 亞洲足協盃 | 外圍賽第一圈 | 藍星     | 1–2    | 不適用 | 不適用 |
| 2023–24年 | 亞洲足協盃 | 外圍賽第一圈 | 帕羅     | 3–2    | 不適用 | 不適用 |
| 2023–24年 | 亞洲足協盃 | 外圍賽第二圈 | 莫亨巴根 | 不適用 | 1–3    | 不適用 |

## 外部連結
- 馬千德拉足球會的Facebook專頁
- 馬千德拉足球會的X（前Twitter）
- 馬千德拉足球會的Instagram帳戶